# Войцехув (Володавський повіт)
Войцехув (пол. Wojciechów) — село в Польщі, у гміні Ганськ Володавського повіту Люблінського воєводства. Населення — 42 особи (2011).

## Історія
За даними етнографічної експедиції 1869—1870 років під керівництвом Павла Чубинського, у селі переважно проживали греко-католики, які розмовляли українською мовою.
У 1975—1998 роках село належало до Холмського воєводства.

## Демографія
Демографічна структура станом на 31 березня 2011 року:
|          | Загалом | Допрацездатний вік | Працездатний вік | Постпрацездатний вік |
| -------- | ------- | ------------------ | ---------------- | -------------------- |
| Чоловіки | 26      | 11                 | 13               | 2                    |
| Жінки    | 16      | 3                  | 8                | 5                    |
| Разом    | 42      | 14                 | 21               | 7                    |